# Francisco Aragonés
Francisco Aragonés fue un fraile franciscano español.

## Biografía
Desempeñó en el convento establecido en Barcelona los cargos de lector y definidor y después fue nombrado cronista y padre de su provincia franciscana de Cataluña. Escribió varios opúsculos con el pseudónimo de El filósofo arrinconado, que llamaron la atención pública entre los años 1820 y 1823, por las ideas políticas y religiosas que en ellos sostenía. En 1822 fue procesado a instancias del jefe político de Barcelona y, habiéndose decretado su encarcelamiento, emigró a Francia, desde donde continuó escribiendo con mayor empeño contra el partido político que en aquel entonces regía en España.
Cuando ocurrió el incendio de los conventos de Barcelona en 1835, permaneció con algunos compañeros en su convento. Escoltados por un piquete de caballería, salieron de su morada y Aragonés fue conducido a la casa de caridad de la provincia, por su estado de postración y debilidad; allí falleció.